# From Here to Eternity: Live
From Here to Eternity: Live är ett livealbum av det brittiska punkbandet The Clash, utgivet 1999. Det innehåller en samling inspelningar från flera olika konserter mellan 1978 och 1982.

## Låtlista
Samtliga låtar skrivna av Mick Jones och Joe Strummer, om annat inte anges.
1. "Complete Control" - 3:45
2. "London's Burning" - 2:03
3. "What's My Name" (Mick Jones/Keith Levene/Joe Strummer) - 1:43
4. "Clash City Rockers" - 3:30
5. "Career Opportunities" - 2:06
6. "(White Man) In Hammersmith Palais" - 4:28
7. "Capital Radio" - 2:58
8. "City of the Dead" - 2:47
9. "I Fought the Law" (Sonny Curtis) - 2:36
10. "London Calling" - 3:29
11. "Armagideon Time" (Clement Dodd/Willie Williams) - 5:05
12. "Train in Vain" - 4:43
13. "Guns of Brixton" (Paul Simonon) - 3:36
14. "The Magnificent Seven" (The Clash) - 6:09
15. "Know Your Rights" - 4:05
16. "Should I Stay or Should I Go" (The Clash) - 3:14
17. "Straight to Hell" (The Clash) - 7:24

## Medverkande
- Mick Jones - gitarr, sång
- Paul Simonon - bas, sång
- Joe Strummer - gitarr, sång
- Topper Headon - trummor
- Terry Chimes - trummor på spår 4-6, 10 och 14-17
- Mick Gallagher - orgel på "Armagideon Time"
- Mikey Dread - sång på "Armagideon Time"